# Joyce Deijnen
Joyce Deijnen, (Uden, 26 mei 1994), artiestennaam Camilla Blue, is een zangeres, schrijver en pianiste. Ze groeide op in Lithoijen en verhuisde later naar Eindhoven.
Joyce Deijnen kreeg van haar tiende tot haar zestiende klassiek pianoles, van haar veertiende tot haar achttiende volgde ze bovendien klassiek zangles. Van 2005 tot 2009 deed ze een opleiding met specialisatie Vorm & Ambacht bij Het Hooghuis in Oss. Hierna deed ze een opleiding Hand&Design in Den Bosch. Hierna volgde ze een cursus zang en musicaltechniek. Van 2011 tot 2015 studeerde ze aan het Eindhovense Rock City Institute. De eerste jaren volgde zij lessen piano maar stapte daarna over op zang. Tijdens deze studie speelde ze voor het vak Band repertoire in de band 'Mother Superior'. Voor haar afstudeeropdracht ontstond Camilla Blue en trad ze op in poppodium Effenaar met een repertoire van zelf geschreven nummers. Later werd duidelijk dat ze met haar nummers wel wat kon en ontmoette onder anderen Coos van de Klundert en Shaquille Pentury.

## Camilla Blue
Na haar afstuderen gaf ze lessen piano, songwriting en zang. In het voortgezet onderwijs gaf ze lessen bandcoaching. Op het Rockcity Institute kwam ze in aanraking met muzikale geestverwanten als Coos van de Klundert (gitarist), Daan van der Vorst(drummer) en Shaquille Pentury (bassist). Samen vormden ze de band Camilla Blue. De band bestaat naast Daan van der Vorst, Coos van de Klundert en Stephan van Staveren uit Merijn den Boer (keys/melodica), Rob Keeris (trombone), Stefan Danckeart (trompet), Eline Mann (backing vocals) en Sophia Schutte (backing vocals).
Joyce Deijnen schrijft de nummers, teksten en bedenkt de arrangementen. Zelf zei ze daarover: 'de muzikanten die het instrument beheersen verbeteren de arrangementen, met deze samenwerking wordt Camilla Blue gemaakt'. Haar composities associeert en schrijft Joyce Deijnen in kleur: ze koppelt de manier van spelen, de intensiteit en de expressie van spelen aan een kleur. Op die manier communiceert ze ook met de bandleden. Het repertoire bestaat uit 'bluesy popsongs met een jazzy inslag', een mengeling van modern, klassiek, donkere jazz en pop.
Na het Puur Festival in Eindhoven volgde op 8 januari 2017 een televisieoptreden in het programma Vrije Geluiden op NPO 1. Hierin was een special over Kytopia, een Utrechtse broedplaats van creativiteit. Daar ontmoette ze ook Mathijn den Duijf, haar tegenwoordige producer.
Op 18 oktober 2017 volgde wederom een optreden in Vrije Geluiden met de nummers Don't Turn On The Lights en Unique.
In de uitzending werd aangekondigd dat in februari 2018 het album Blue uit gaat komen. Dit album is het eerste van en nog te verschijnen vierluik. Zo liggen er al nummers klaar voor een album Green.
Elk van de negen nummers van het album Blue is bovendien gekoppeld aan een schilderij. Joyce ontwierp zelf de schildering voor de eerste hoes van hun debuutplaat. De schilderijen op de volgende drie platen vormen samen één kunstwerk. Ook de gedichten in het bijhorende tekstboekje zijn geïnspireerd op het schilderwerk.

### Geschreven nummers
- Don't turn on the lights
- When I Get Home
- He undresses
- Quiet in my head
- Special kind of stupid
- Time for new memories
- Little girl blue
- Unique
- Kisses from your daughter
- What’s going on in your head